# Стангопея тигровая
Стангопея тигровая (S. tigrina Batem ex Lindl) — тропическая орхидея-эпифит из рода Стангопея.
Распространена в Мексике. Род Стангопея включает 25 видов растений и назван в честь 4-го графа Стэнхоупа (1781—1855) — президента Лондонского медико-ботанического общества.
Впервые сведения об этом растении были опубликованы Джеймсом Бэйтеманом в Orchidaceae of Mexico & Guatemala t. 7. 1838.
Произрастает в расщелинах древесины и уступах скал.
Растение имеет продолговатые листья, длиной до 30 см. Цветет с июля до октября, имеет цветонос длиной до 9 см. При цветении формирует до трёх цветков, очень крупных, диаметром до 17 см. Лепестки жёлтого цвета разного оттенка с различными красноватыми крапинками. Цветение продолжается до трёх дней.
Хорошо известна в культуре, ценится за крупные яркие и ароматные цветки.